# R. J. Reynolds (Unternehmer)

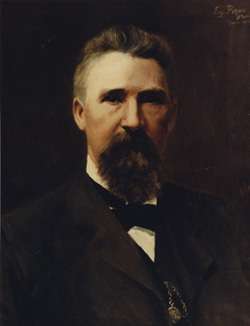
Richard Joshua „R. J.“ Reynolds

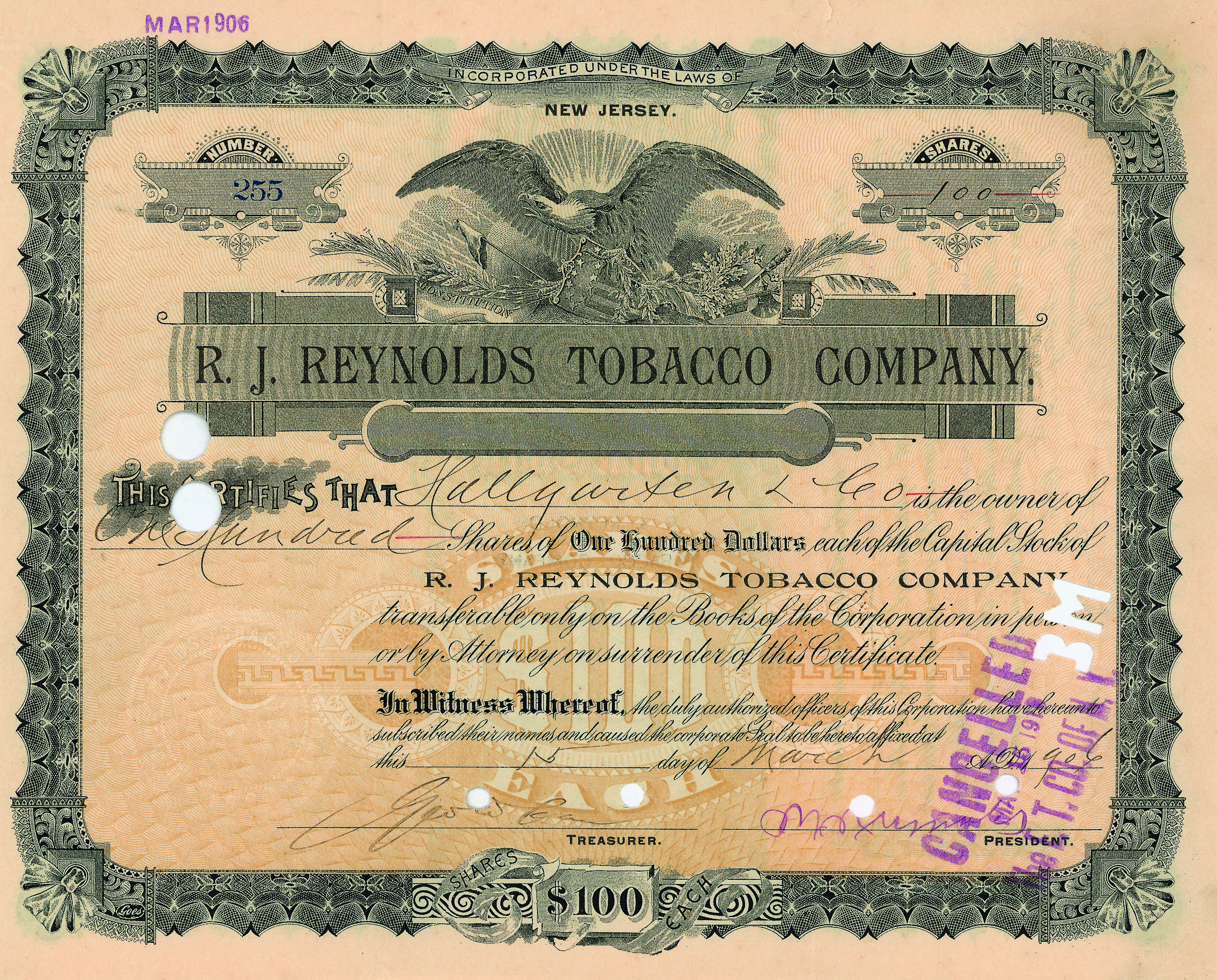
Aktie der R. J. Reynolds Tobacco Company vom 15. März 1906 mit Unterschrift deren Präsidenten R. J Reynolds

Richard Joshua „R. J.“ Reynolds (* 20. Juli 1850 in Patrick County, Virginia; † 29. Juli 1918 in Winston-Salem, North Carolina) war ein US-amerikanischer Geschäftsmann und Gründer der R. J. Reynolds Tobacco Company.
Der Sohn eines Tabak-Farmers verkaufte 1874 seinen Anteil des Familienunternehmens und zog nach Winston-Salem, North Carolina mit der Absicht, sein eigenes Tabak-Unternehmen zu gründen. Reynolds, ein kluger Geschäftsmann und eifriger Arbeiter, wurde schnell einer der reichsten Einwohner von Winston-Salem.

## Reynolda
1905 heiratete er Mary Katherine Smith, seine 30 Jahre jüngere Großcousine. Reynolds und Katherine hatten vier Kinder:
- Richard Joshua Reynolds Jr. (1906–1964)
- Mary Katherine Reynolds Babcock (1908–1953)
- Nancy Susan Reynolds Bagley (1910–1985)
- Zachary Smith Reynolds (1911–1932)

Schon bald nach der Heirat begannen Katherine und Richard Reynolds die Errichtung eines Landhauses in der Nähe von Winston-Salem zu planen. Dieser anfängliche Gedanke wurde schnell zur Vorstellung um ein großes Anwesen und einer beispielhaften Farm. Da Reynolds selbst schwer damit befasst war, das Geschäft am Laufen zu halten, wurde diese Aufgabe in Katherines Hände gelegt. Der Großteil des gekauften Geländes wurde daher auf ihren Namen erworben, weshalb das Anwesen auch auf den Namen „Reynolda“, der weiblichen Form des Familiennamens „Reynolds“, getauft wurde. Sie heuerte den Architekten Charles Barton Keen an, welcher das Anwesen im Bungalow-Stil und viele weitere Gebäude auf dem Besitztum entwarf. Das Gelände bemaß ursprünglich über vier Quadratkilometer. Neben dem Hauptgebäude wurde zudem eine nahegelegene Siedlung angelegt, in welcher viele der Arbeiter lebten. Auf dem Anwesen gab es unter anderem eine Dampfheizung, Telefon- und Bus-Dienst, zwei Kirchen, zwei Schulen und einen Neun-Loch-Golfplatz. Das Anwesen wurde 1917 fertiggestellt, allerdings starb R. J. Reynolds sieben Monate nach dem Einzug der Familie vermutlich an Bauchspeicheldrüsenkrebs. Das Anwesen sollte für weitere 40 Jahre das Zuhause der Familie bleiben, bis ein Großteil des Besitzes 1951 an die Wake Forest University abgegeben wurde. Reynolda House wurde ein Museum. Heute stehen das Gebäude sowie die Gärten und die nahegelegene Siedlung Besuchern offen.

## Nachhaltiger Einfluss
R. J. Reynolds und seine Familie spielten eine wichtige Rolle im öffentlichen Leben und der Geschichte der Stadt Winston-Salem. 1884 war er Kommissionsmitglied der Stadt; Reynolds politische Ansichten waren – insbesondere unter Betrachtung der Zeitumstände – fortschrittlich. Er führte neue Arbeitsbedingungen in seiner Fabrik ein, welche z. B. kürzere Arbeitszeiten und höhere Bezahlung beinhalteten. Auch unterstützte er durch seine Unterschrift eine Petition zur Einrichtung einer Grundsteuer für die Finanzierung öffentlicher Schulen und stimmte zudem für eine Einkommensteuer. Nach seinem Tod behielt Katharine Reynolds seine menschenfreundliche Linie bei: Sie spendete Geld zur Gründung der Richard J. Reynolds High School und des R. J. Reynolds Memorial Auditorium (beide gelistet im National Register of Historic Places), deren Erbauung 1919 unter der Leitung des Architekten Charles Barton Keen begann. Die Schule eröffnete den Betrieb in einem nicht fertiggestellten Gebäude im Jahre 1923, nachdem die alte Schule durch ein Feuer zerstört wurde. Ein weiteres Andenken an R. J. Reynolds ist eine pferdeartige Statue auf dem Rathaussaal in Winston-Salem. Ein Andenken an Katherine Reynolds ist weiter ein etwa sechs Meter hoher Obelisk auf dem Gelände der Richard J. Reynolds High School und des R. J. Reynolds Memorial Auditorium.